# Les Parlantes

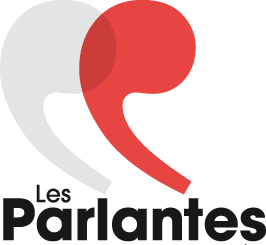

Les Parlantes est un opérateur culturel belge qui organise des événements autour de la lecture à voix haute à Liège. Il vise à la promotion de la littérature orale et de la parole sous toutes ses formes. La programmation propose des événements littéraires inédits tout au long de l'année avec pour point culminant un festival, sur six jours au mois de mars, qui attire plus de 9 000 auditeurs avec une cinquantaine de mises en voix de textes variées.

## Programmation
Chaque mois, les Parlantes proposent des manifestations ponctuelles ou récurrentes : lectures musicales, concerts acoustiques de chanson française, dégustations-lectures, balades littéraires...
Grâce à leur programmation originale et éclectique, les Parlantes soutiennent la diffusion des œuvres écrites et proposent une véritable vitrine de la créativité littéraire en Belgique francophone ainsi qu'une illustration vivante du patrimoine littéraire mondial.

## Festival

### Édition 2013
Pour sa première édition, le festival, parrainé par l'écrivain belge Nicolas Ancion, s'est déroulé du 6 au 10 mars 2013. On pouvait y écouter entre autres Jean-Louis Trintignant et Francis Huster.

### Édition 2014
Pour la deuxième édition, du 12 au 17 mars 2014, l'invité d'honneur était l'écrivain français Laurent Gaudé, les autres têtes d'affiche étaient notamment Éric-Emmanuel Schmitt, Mélanie Laurent et Marie-Christine Barrault.

### Édition 2015
La troisième édition du festival s'est déroulée du 4 au 9 mars 2015. La marraine était l'auteure belge Caroline Lamarche et les têtes d'affiche Grand Corps Malade, Alexandra Lamy, Thomas Gunzig et Bruno Coppens,.

## Galerie

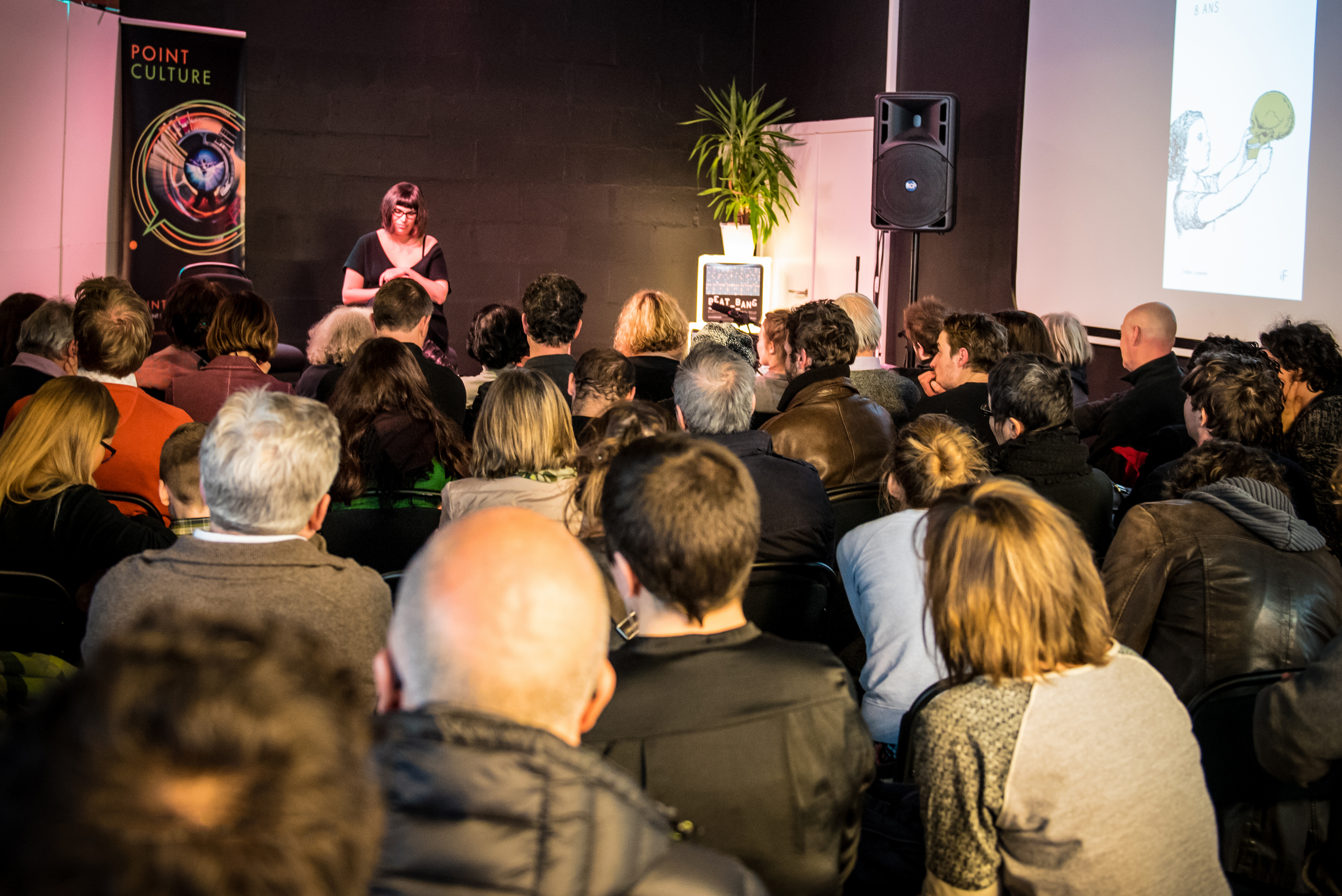
Lecture de Julie Remacle
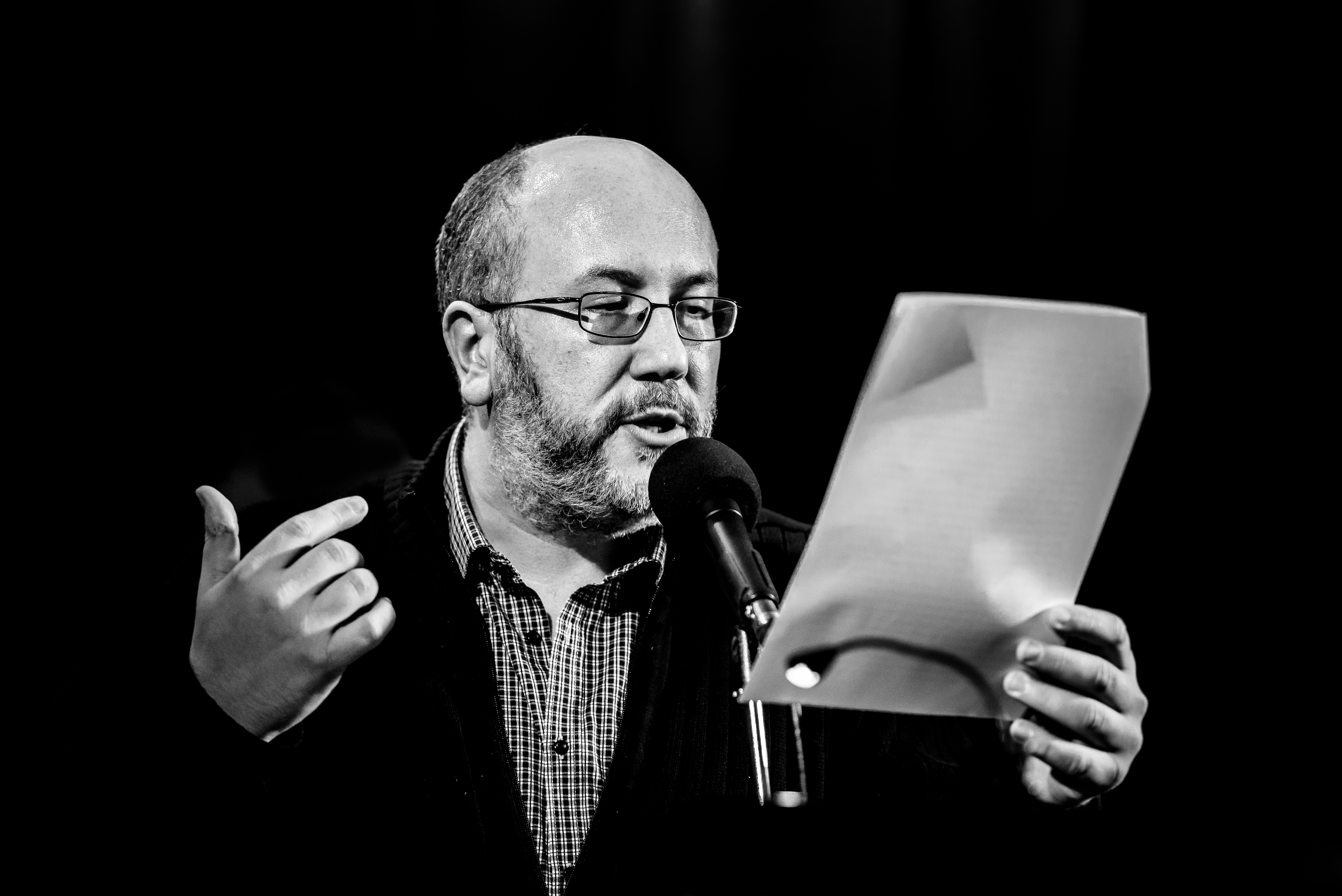
Lecture de Frédéric Saenen
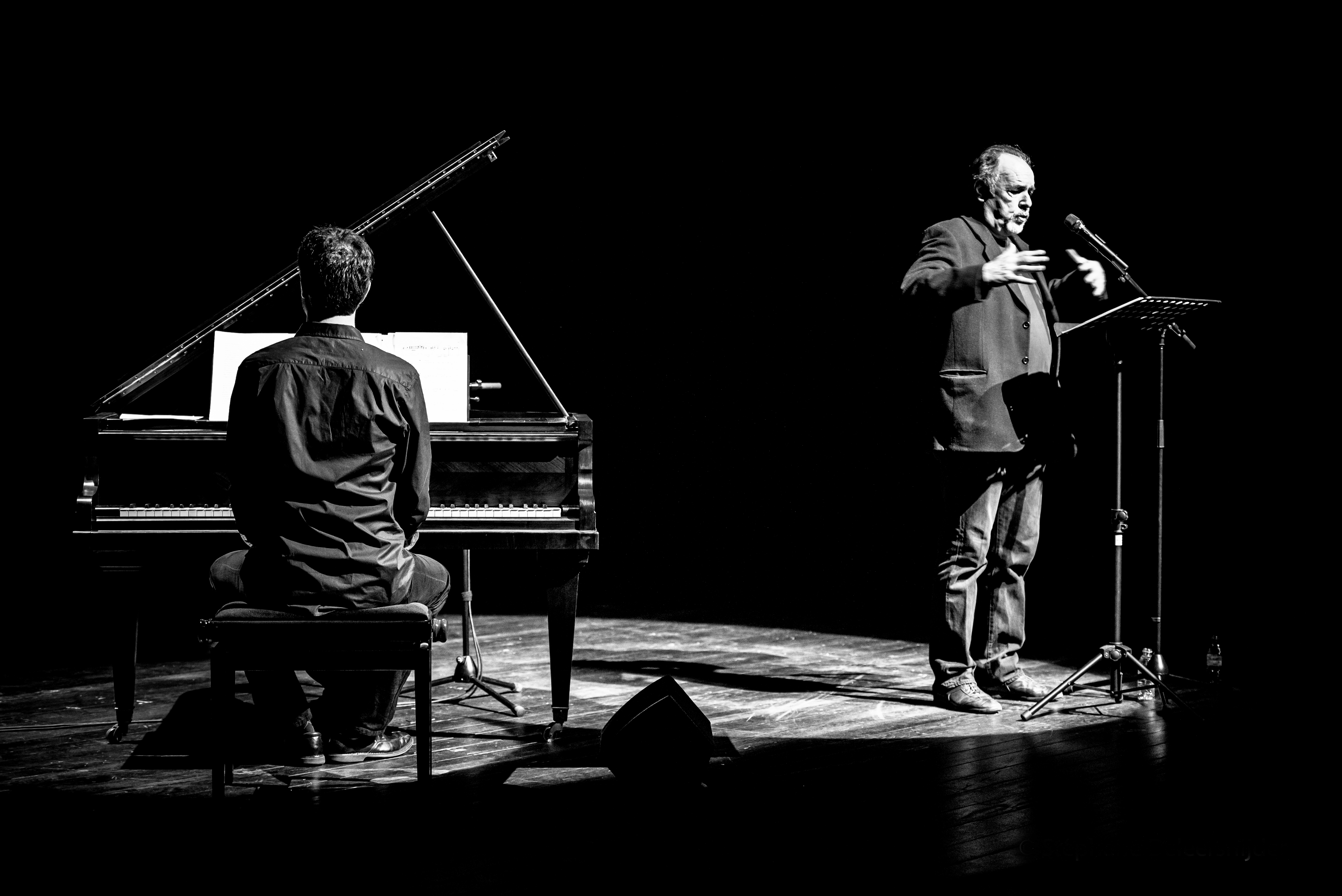
Lecture de Christian Crahay accompagné de Harold Noben

## Articles Connexes
- Spoken word
- Slam (poésie)
- Littérature belge
- festival